# Estación Villa Luro
Villa Luro es una estación ferroviaria ubicada en el barrio del mismo nombre, en la ciudad de Buenos Aires, Argentina. Aunque en el pasado se desprendían 3 ramales distintos desde esta estación de la Línea Sarmiento, actualmente ninguno queda en pie, siendo hoy una estación de baja demanda.

## Ubicación
Se encuentra ubicada en el oeste de la ciudad, dentro del barrio de Villa Luro, al costado de un tramo de la Autopista Perito Moreno entre la Avenida Lope de Vega y la calle Víctor Hugo.

## Servicios
Forma parte de la Línea Sarmiento en su ramal que une las estaciones Once y Moreno.
Junto con la estación Floresta, es una de las estaciones menos transitadas de la línea, respecto a las demás cuatro estaciones que funcionan dentro de la ciudad de Buenos Aires; y la de menor venta de pasajes.

## Infraestructura
Es una estación de único andén central y doble vía. Posee dos accesos a los pasajeros, uno a desde el paso a nivel de la Avenida Lope de Vega, y otro a través de un puente peatonal desde la Calle Víctor Hugo. Hasta fines del siglo XX tenía un tercer acceso de pasajeros desde el puente peatonal de la Calle Vírgilio, que actualmente cruza la estación sin permitir el descenso al andén.

## Historia
El 1 de diciembre de 1911 fue inaugurada por el Ferrocarril Oeste en la intersección con las actuales calles Irigoyen y Cortina, funcionando como apeadero intermedio y de desvío hacia la futura Estación Versailles, al Ramal Sáenz Peña - Villa Luro del Ferrocarril Buenos Aires al Pacífico y a la estación de cargas y pasajeros Ingeniero Brian (a la vera del Riachuelo). 
Se trataban de tres ramales distintos que se desprendían de la línea principal que partía de la estación Once. El 1° de mayo de 1921 se habilitó la infraestructura definitiva en el lugar que ocupa actualmente la estación. La estación contaba entonces con un puente peatonal, dos andenes isla semitechados y 5 vías.
Así la zona era un nudo ferroviario donde pasaban trenes hacia 5 direcciones distintas: Once, Liniers, Versailles, Saenz Peña e Ingeniero Brian.
El 28 de abril de 1923, tres días antes de la inauguración del servicio eléctrico, se cancelaron los trenes de pasajeros al Riachuelo.
En 1938 fue clausurado el ramal al Ferrocarril Buenos Aires al Pacífico dada la negativa de esta última empresa a construir un puente sobre la nueva traza de la Avenida General Paz. Este ramal llegaba hasta la Estación Saenz Peña y la parada intermedia más importante era la Estación Villa Real. 
En 1951 fue clausurado el ramal a la Estación Versailles, dejando a este barrio aislado del sistema ferroviario hasta la actualidad.
En 1953 fue clausurado definitivamente el ramal de cargas a la Estación Ingeniero Brian.
Entre 1978 y 1980 el andén isla utilizado por los ramales a la Estación Versailles y el Ferrocarril Buenos Aires al Pacífico fue demolido para darle paso a la Autopista Perito Moreno, la cual a su vez se construyó sobre el trazado a la Estación Ingeniero Brian.
Producto de esto se modificaron los accesos y la estación quedó con un único andén. Con el tiempo, la modificada y reducida estación quedó con un infraestructura arcaica y con problemas estructurales.
En el año 2014 se efectuó una restauración total de la estación, la cual permaneció varios meses cerrada mientras el único andén era demolido y reconstruido de cero con modernos refugios y boleterías. que sería modelo de las posteriores a realizar.

## Imágenes históricas

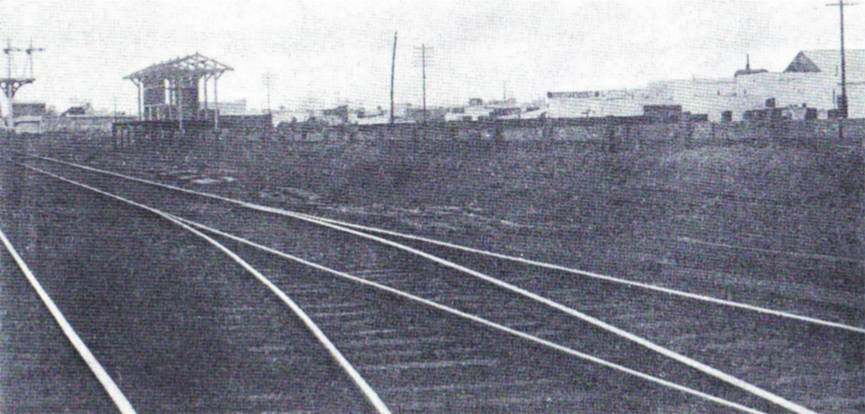
Construcción del primitivo apeadero Villa Luro
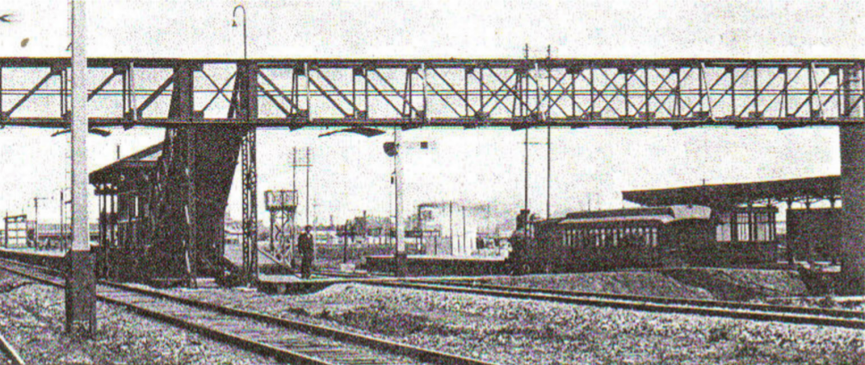
Construcción de la estación Villa Luro (1921)
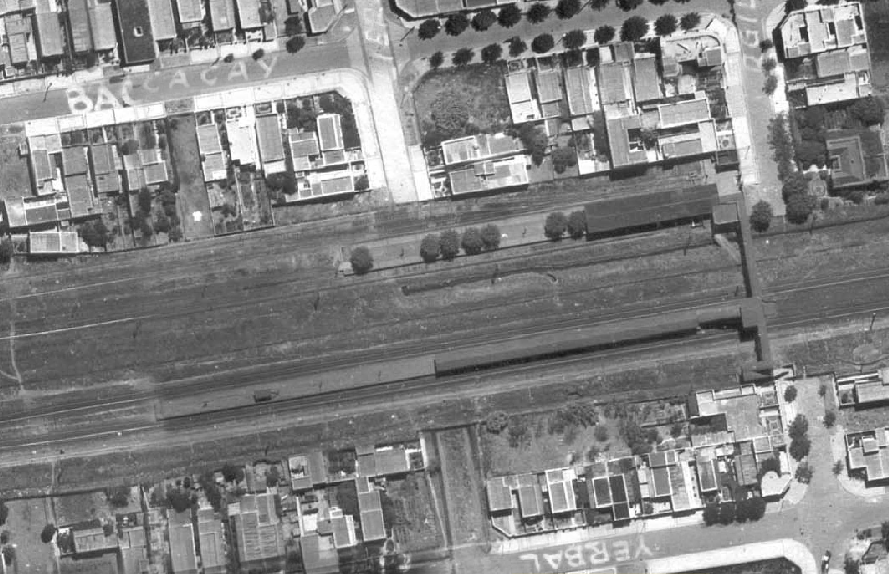
Vista aérea en 1940
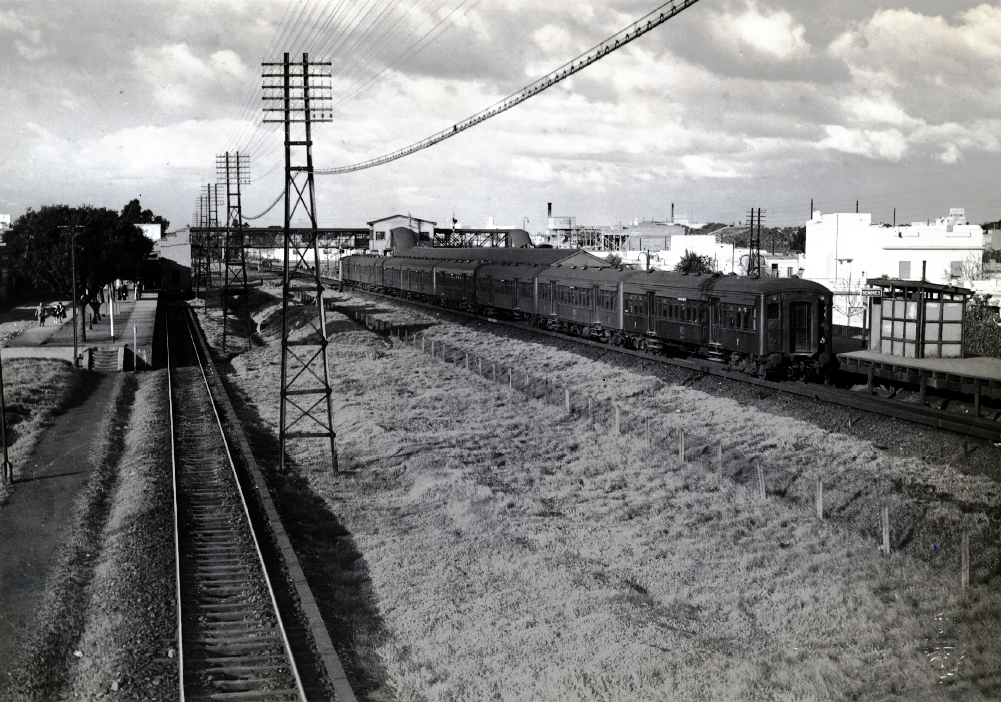
Tren eléctrico del FCO pasando por la estación. La vía de la izquierda corresponde al ramal a Versalles (circa 1950)
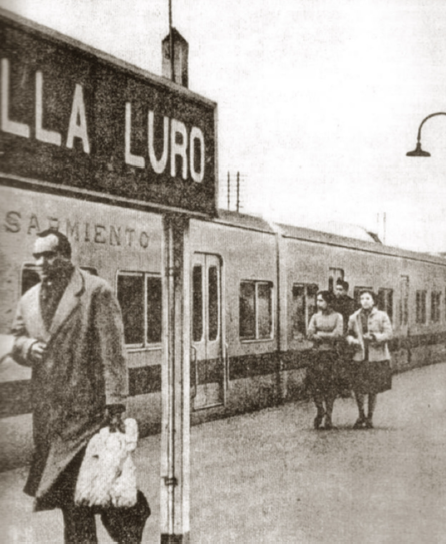
A fines de la década de 1950
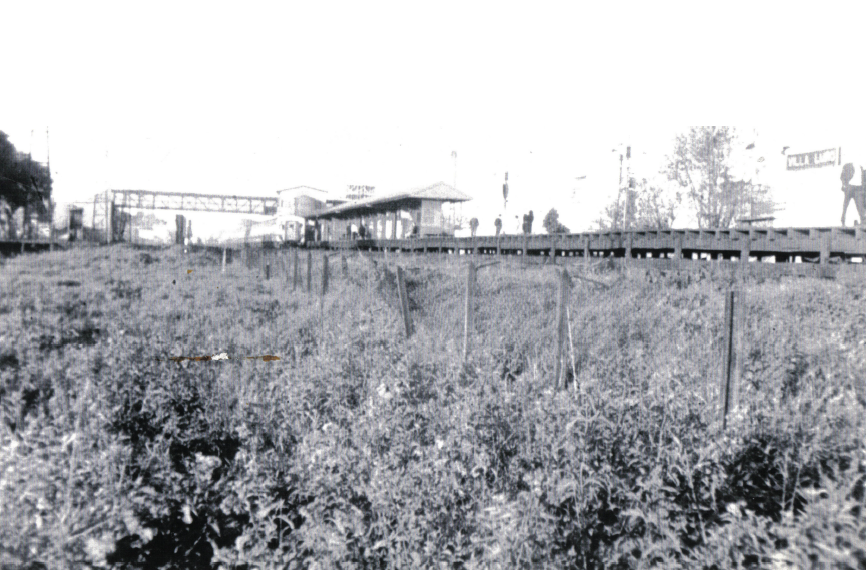
La estación y el puente de la calle Virgilio vistos desde el oeste. A la izquierda, el andén del ramal a Versalles
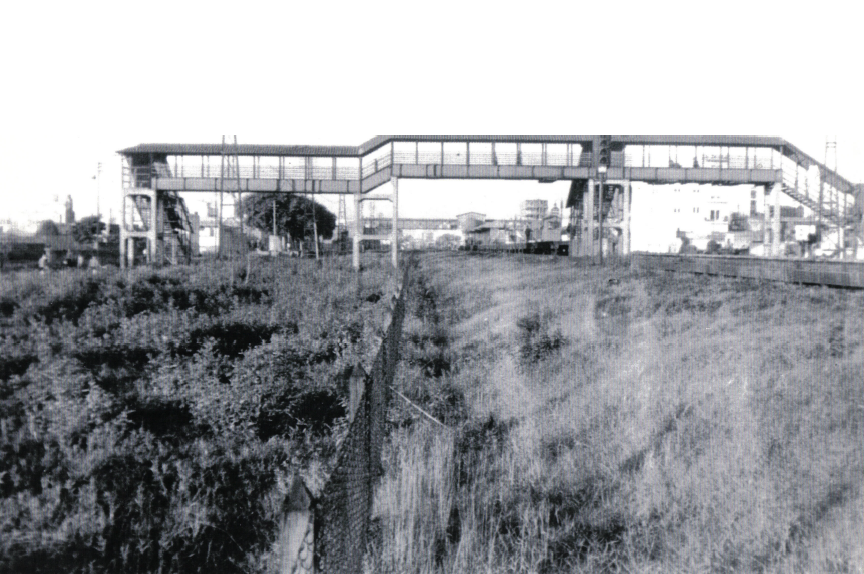
El puente peatonal de la calle Víctor Hugo y la estación Villa Luro vistos desde el oeste (1964)
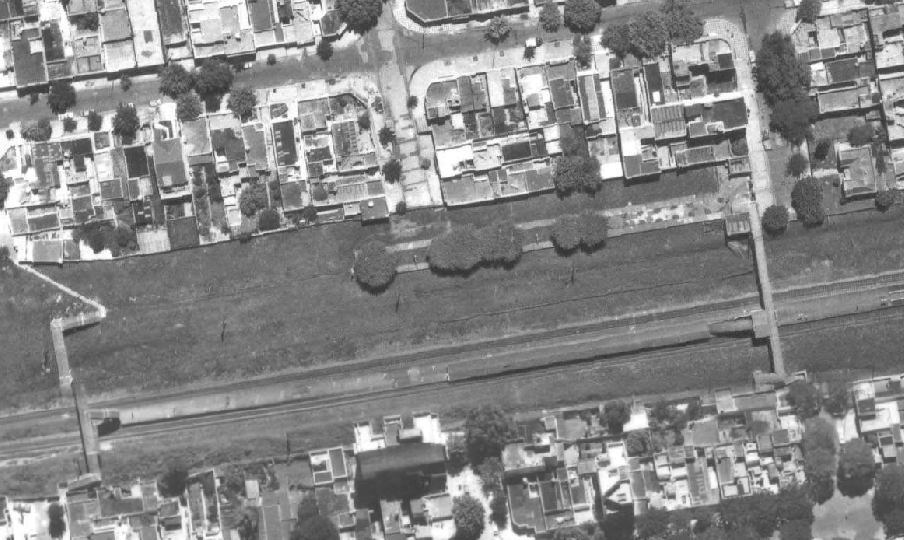
Meses antes de la construcción de la autopista Perito Moreno (1978)
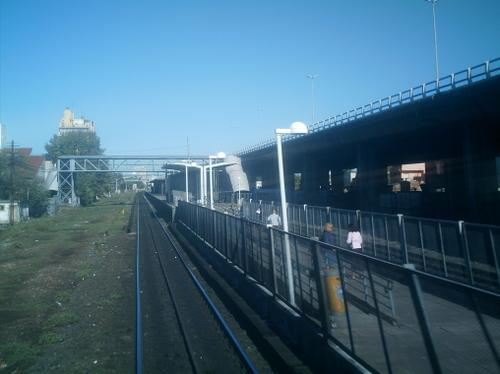
Vista en 2007
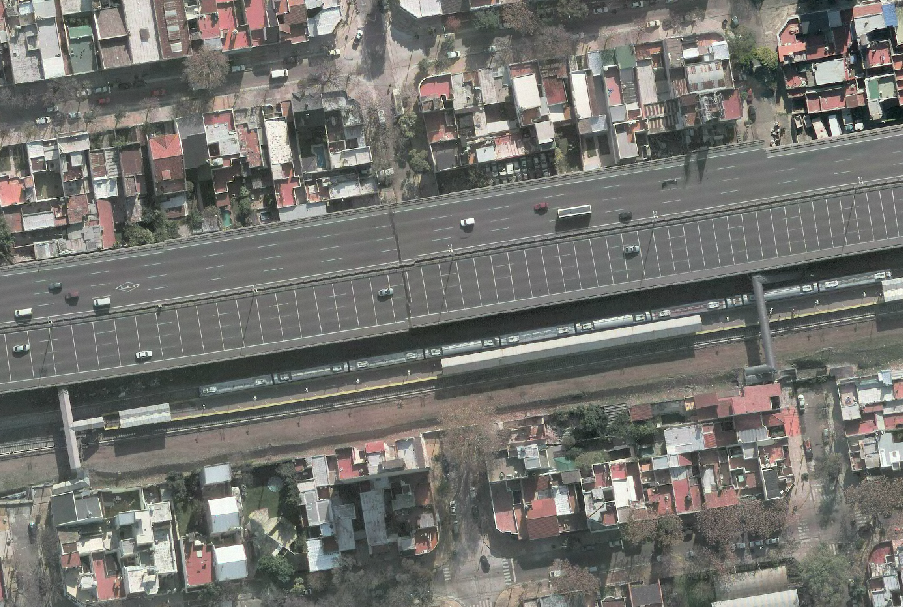
En el año 2013

## Fotos actuales

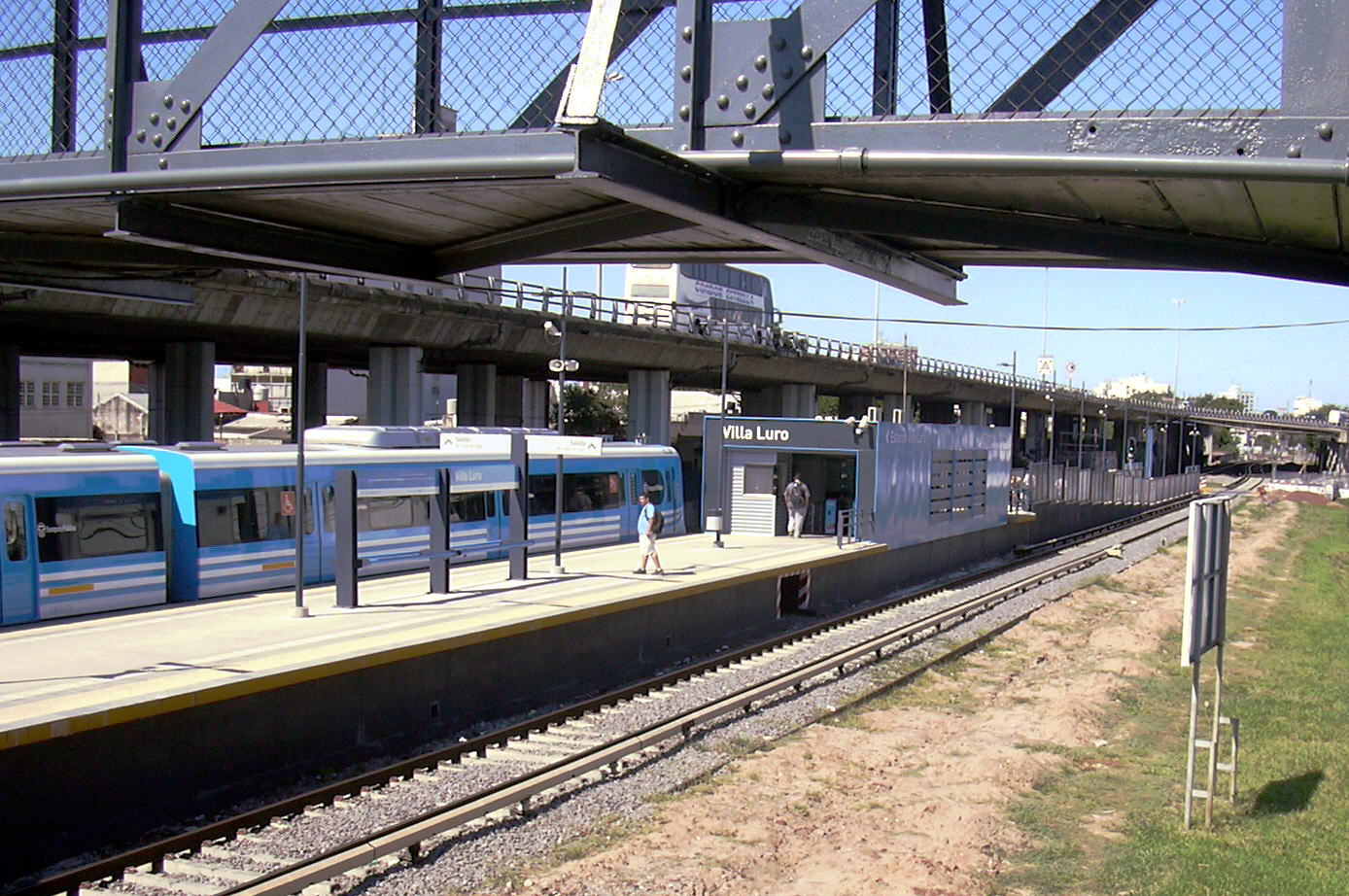
Sector este de la estación Villa Luro, visto desde el puente peatonal de la calle Virgilio
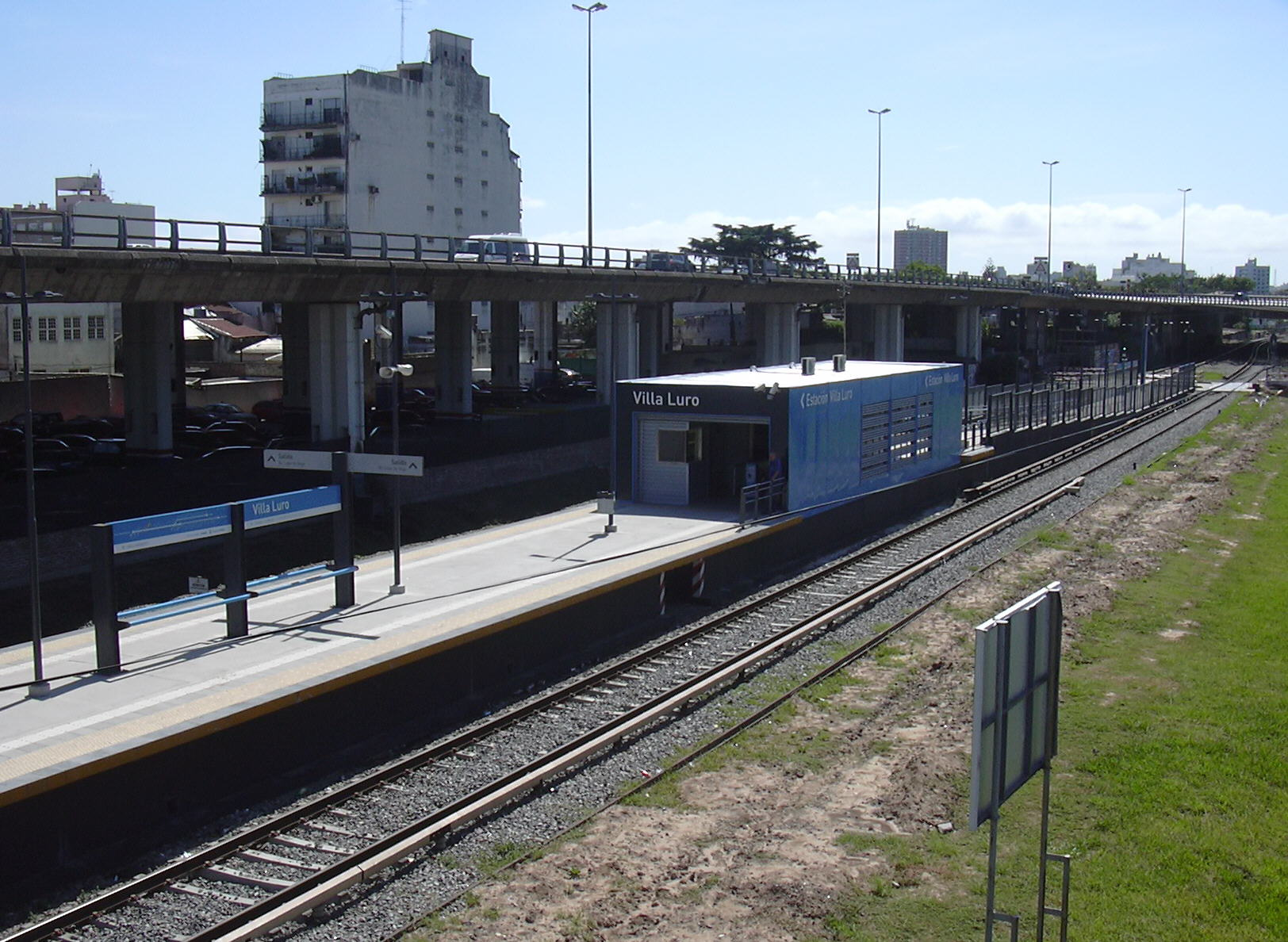
Otra vista del sector este de la estación, desde el puente de Virgilio
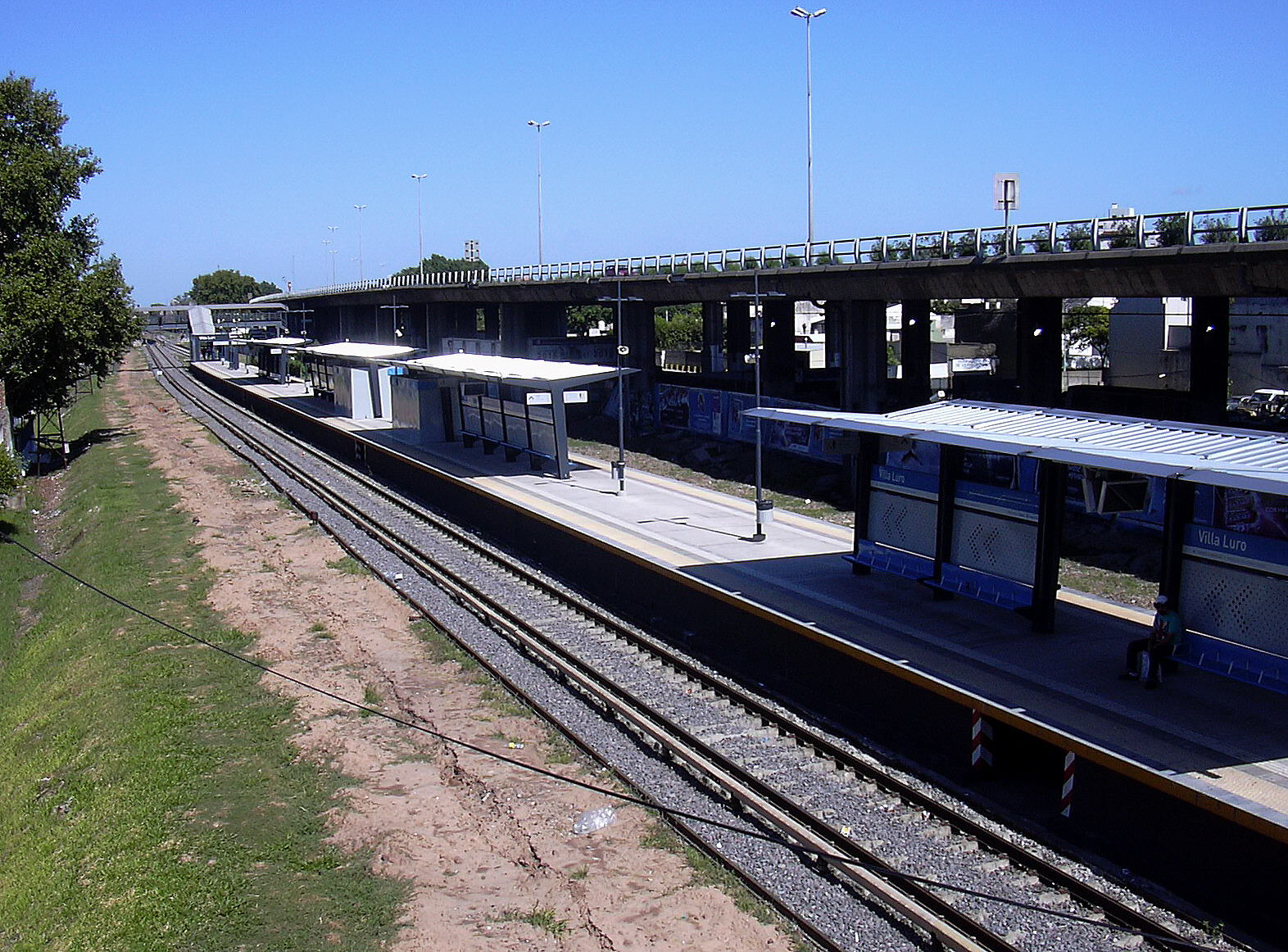
Sector oeste de la estación Villa Luro, visto desde el puente peatonal de la calle Virgilio
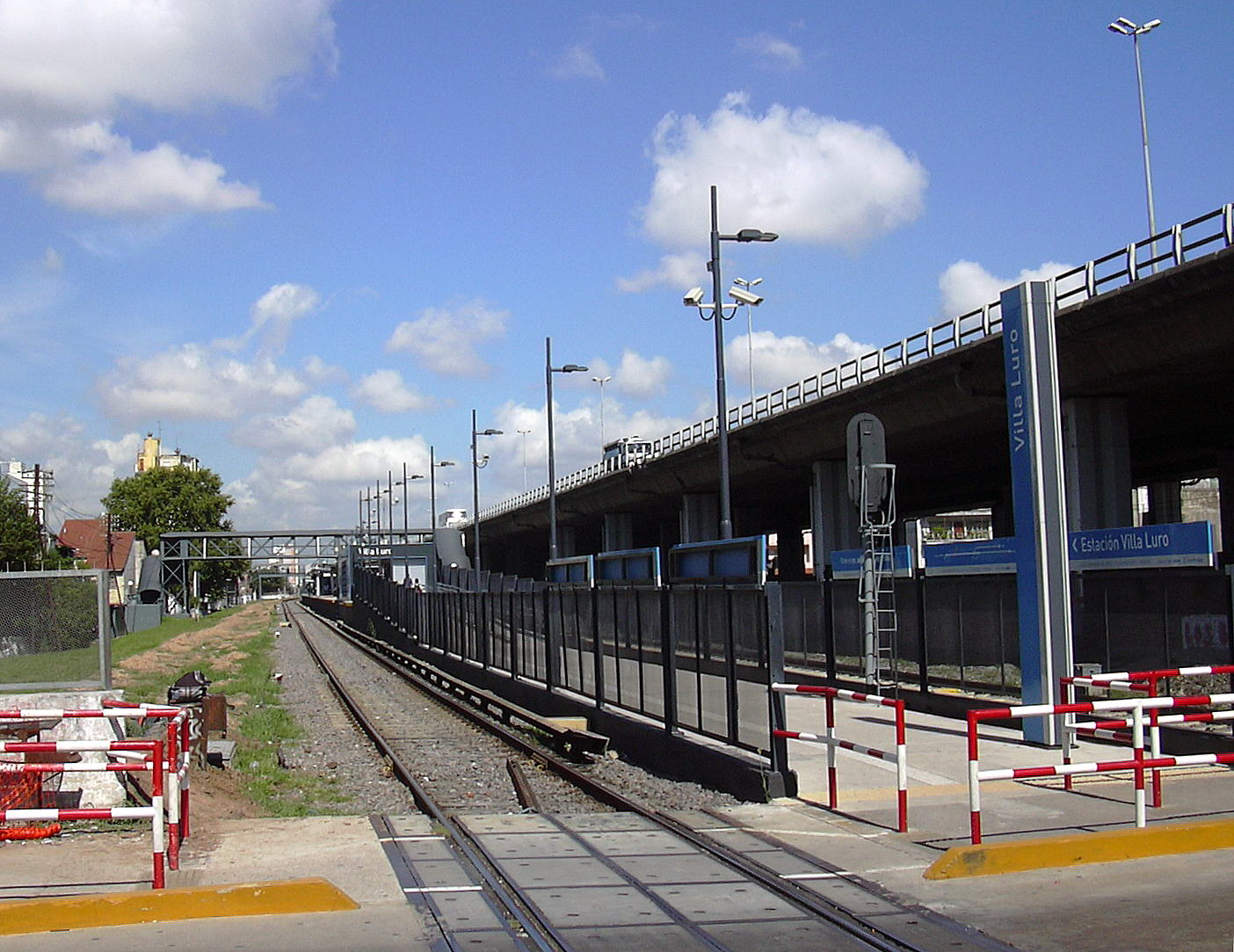
Acceso este de la estación Villa Luro, visto desde la Av. Lope de Vega
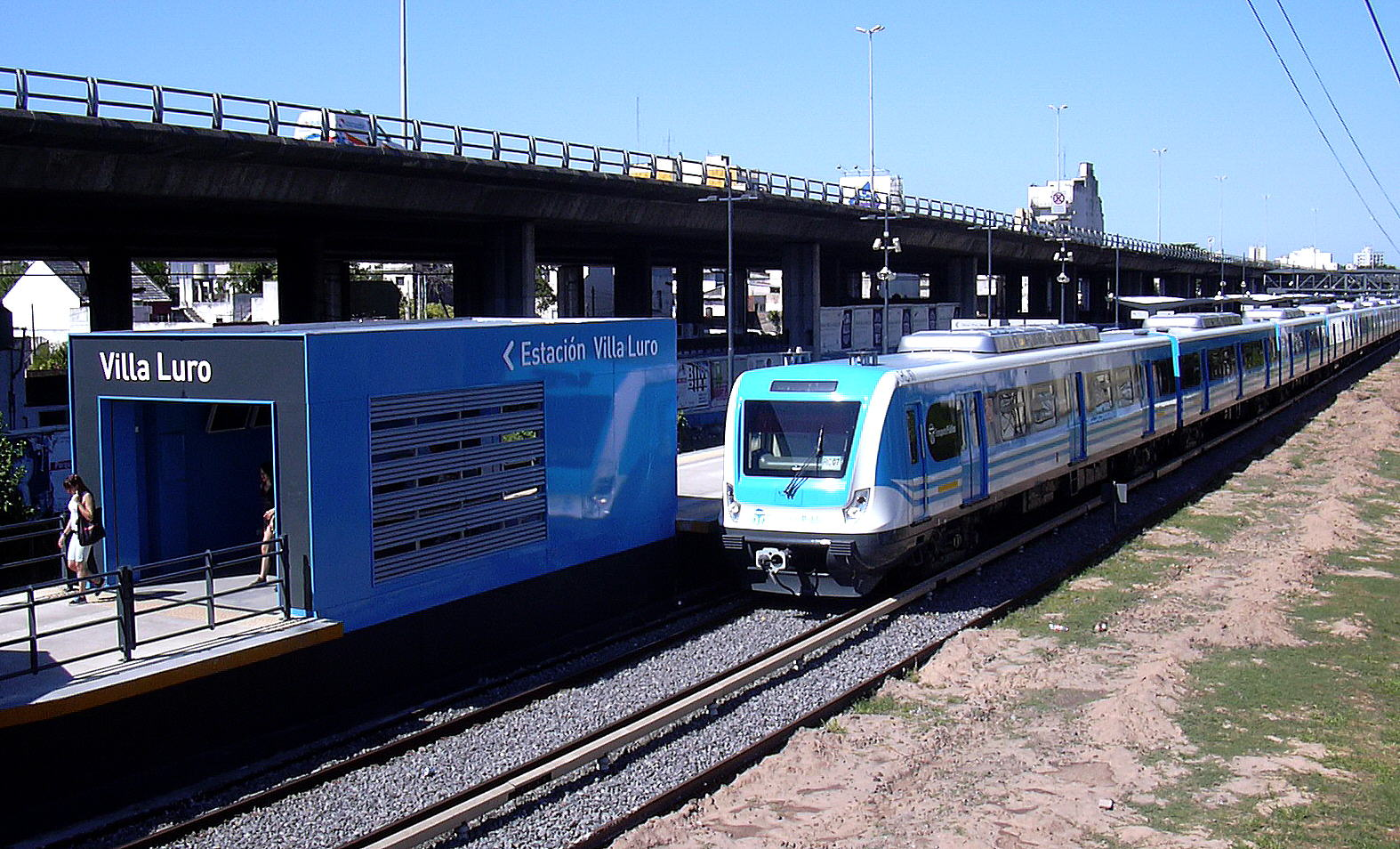
Extremo oeste del andén central de la estación Villa Luro, visto desde el puente peatonal de la calle Víctor Hugo
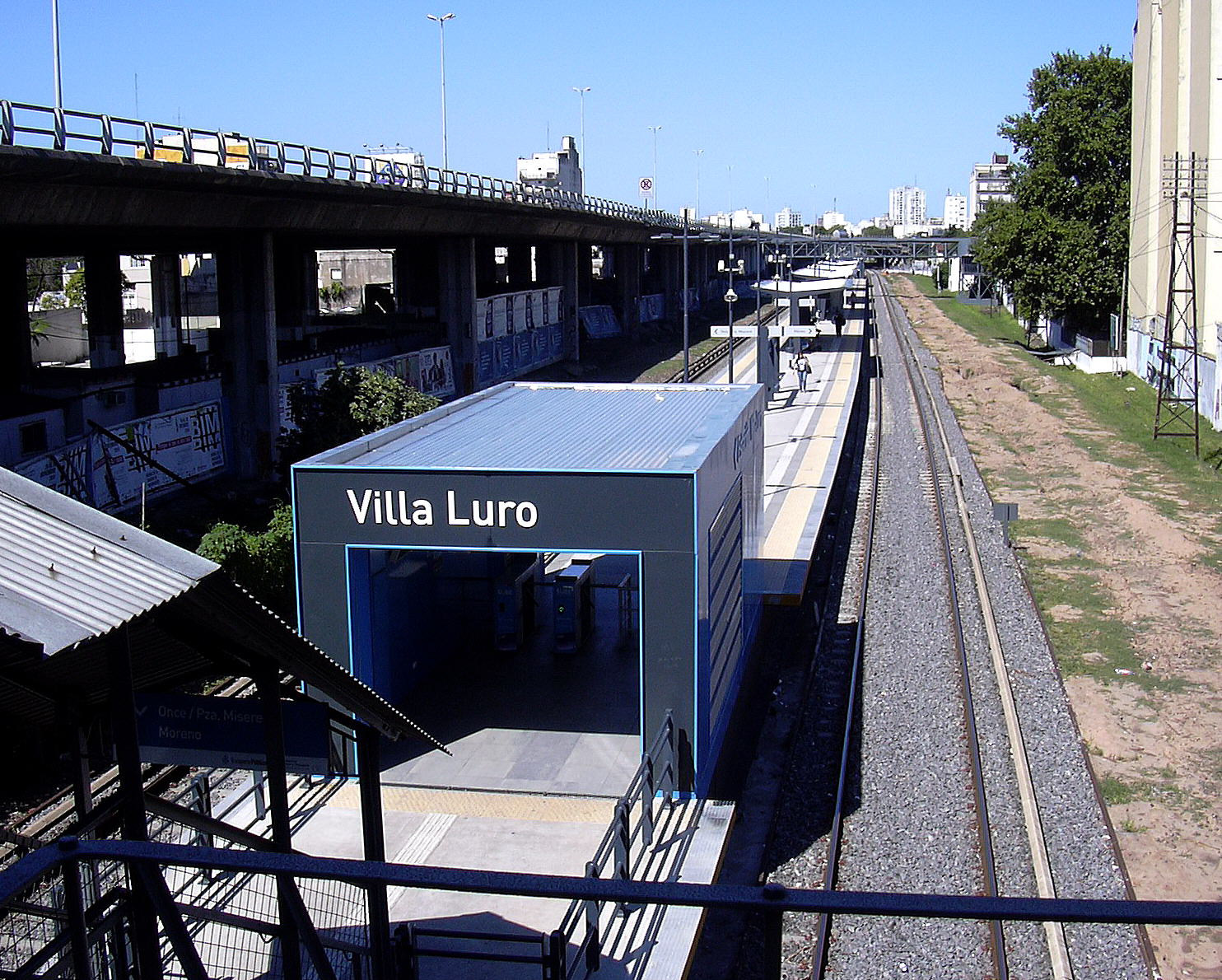
Acceso oeste de la estación Villa Luro, visto desde el puente de la calle Víctor Hugo
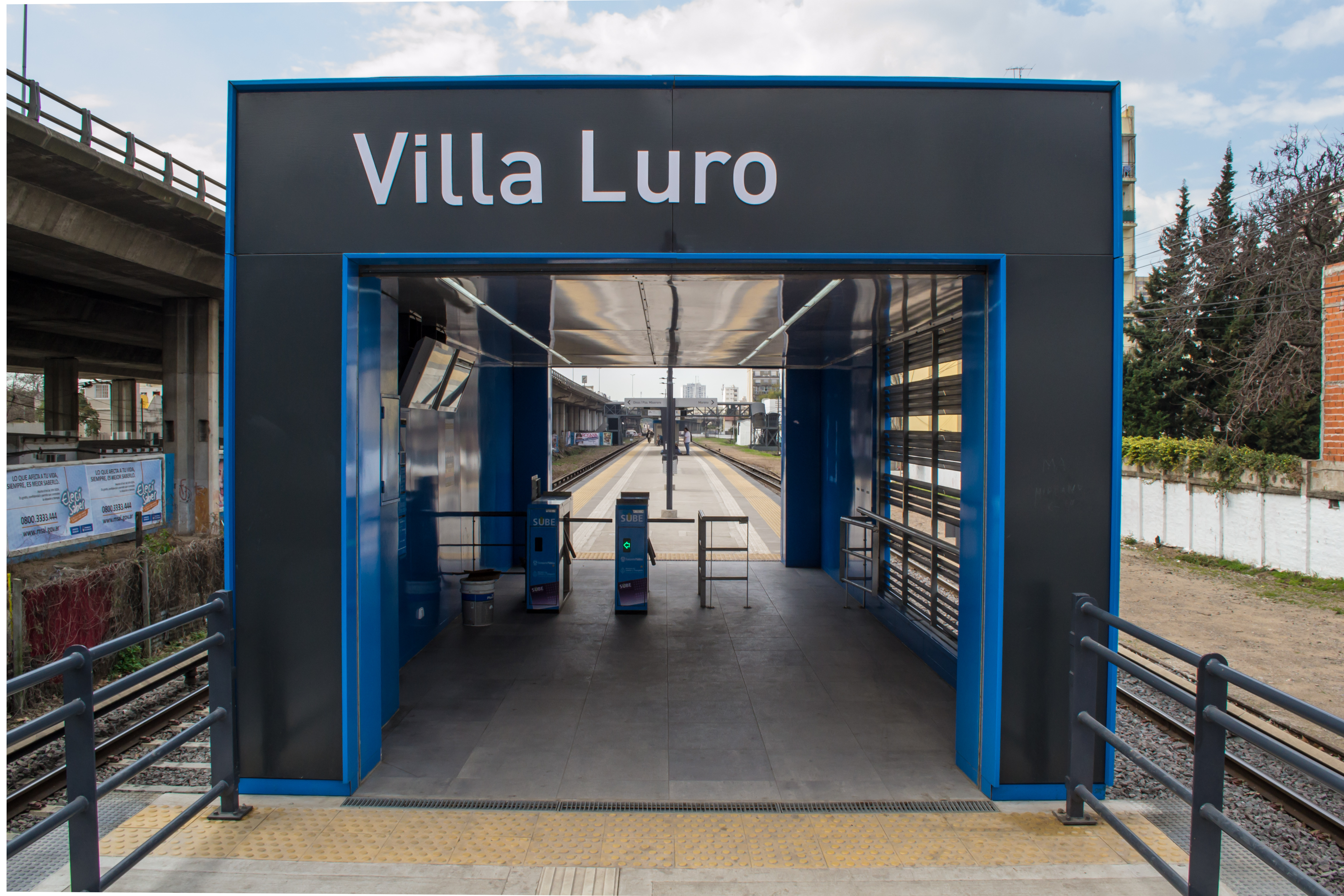
Detalle del acceso al andén desde el puente de la calle Víctor Hugo
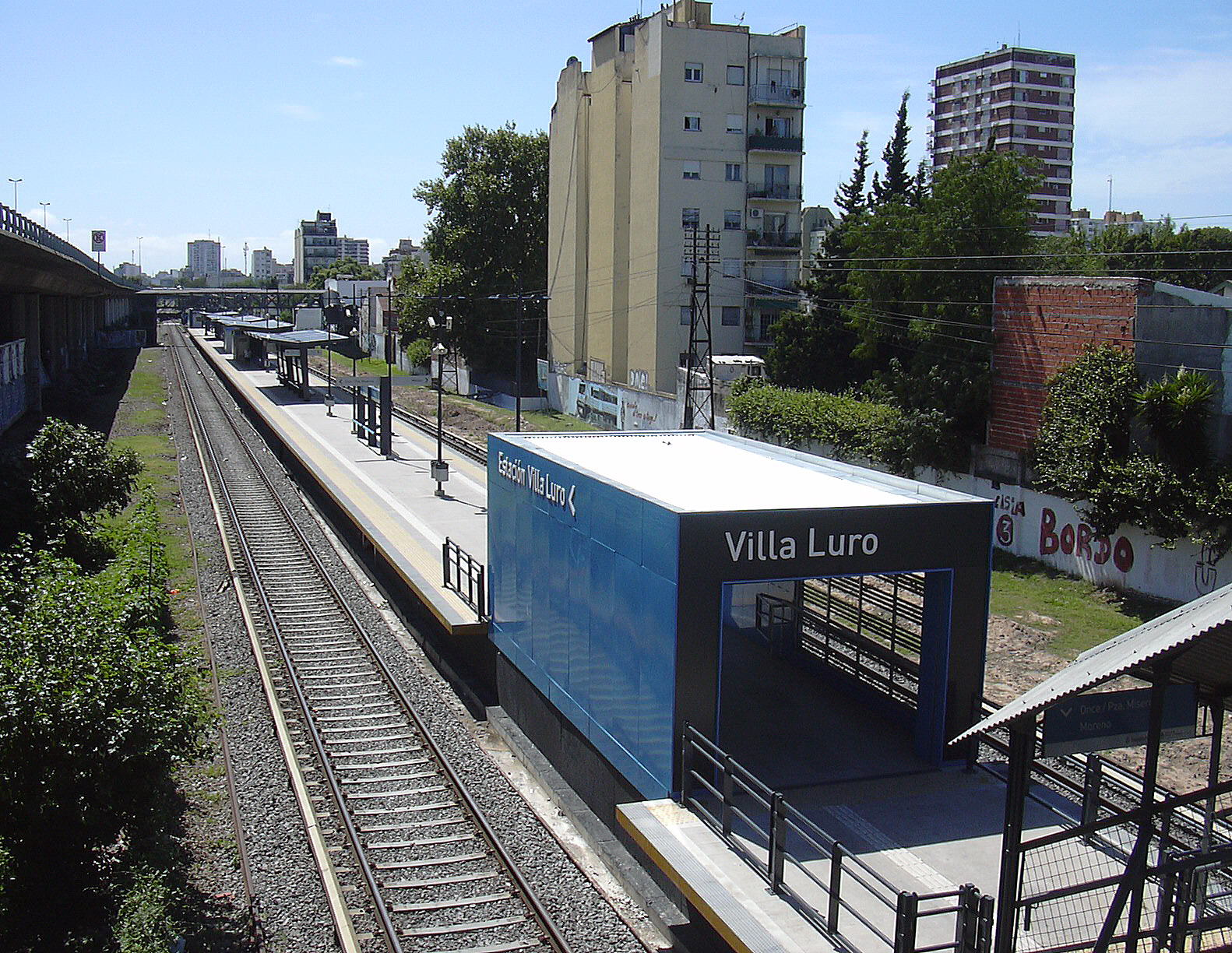
Acceso oeste de la estación Villa Luro, visto desde el puente de la calle Víctor Hugo
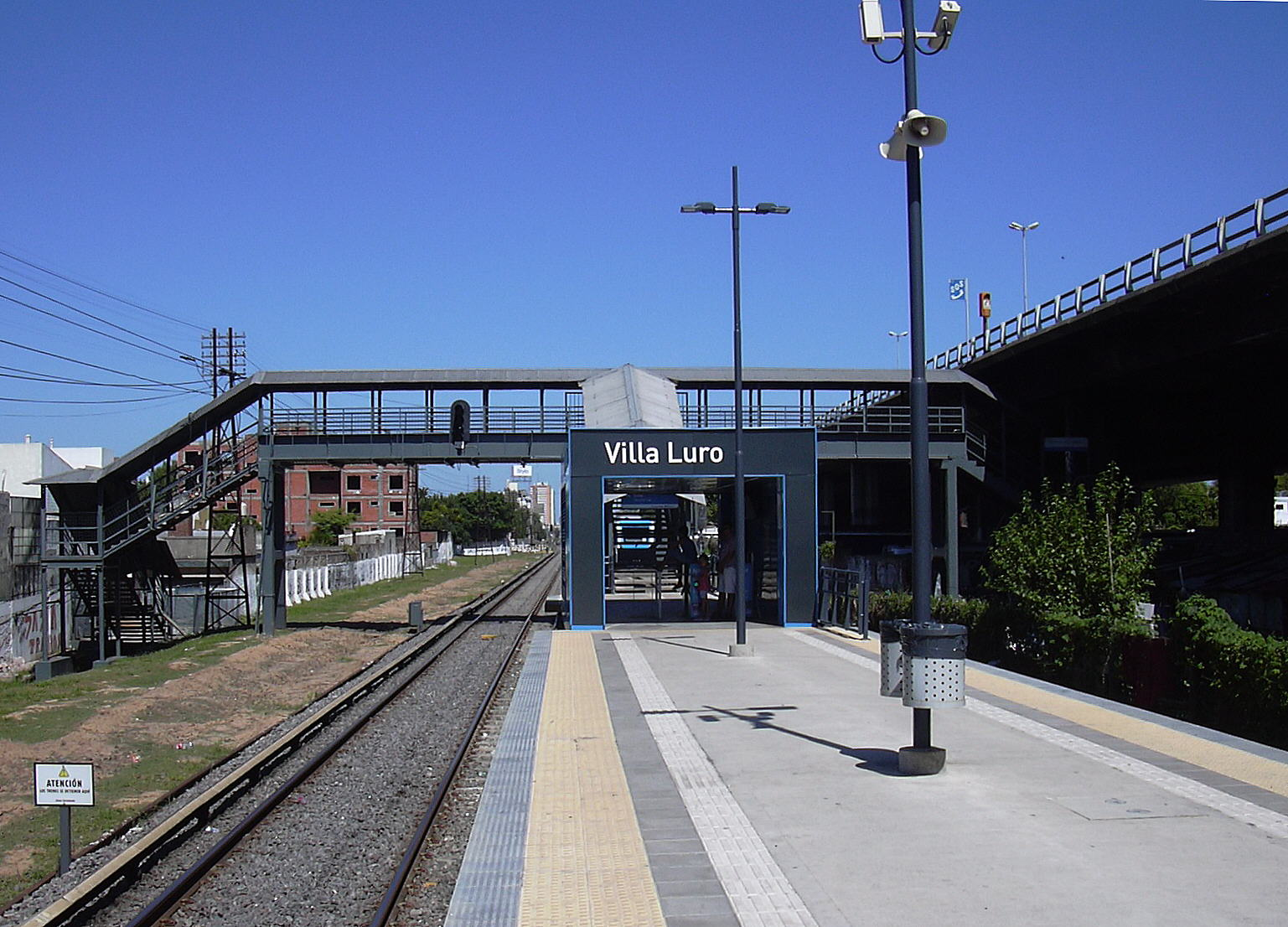
El puente peatonal de la calle Víctor Hugo visto desde el sector este de la estación Villa Luro
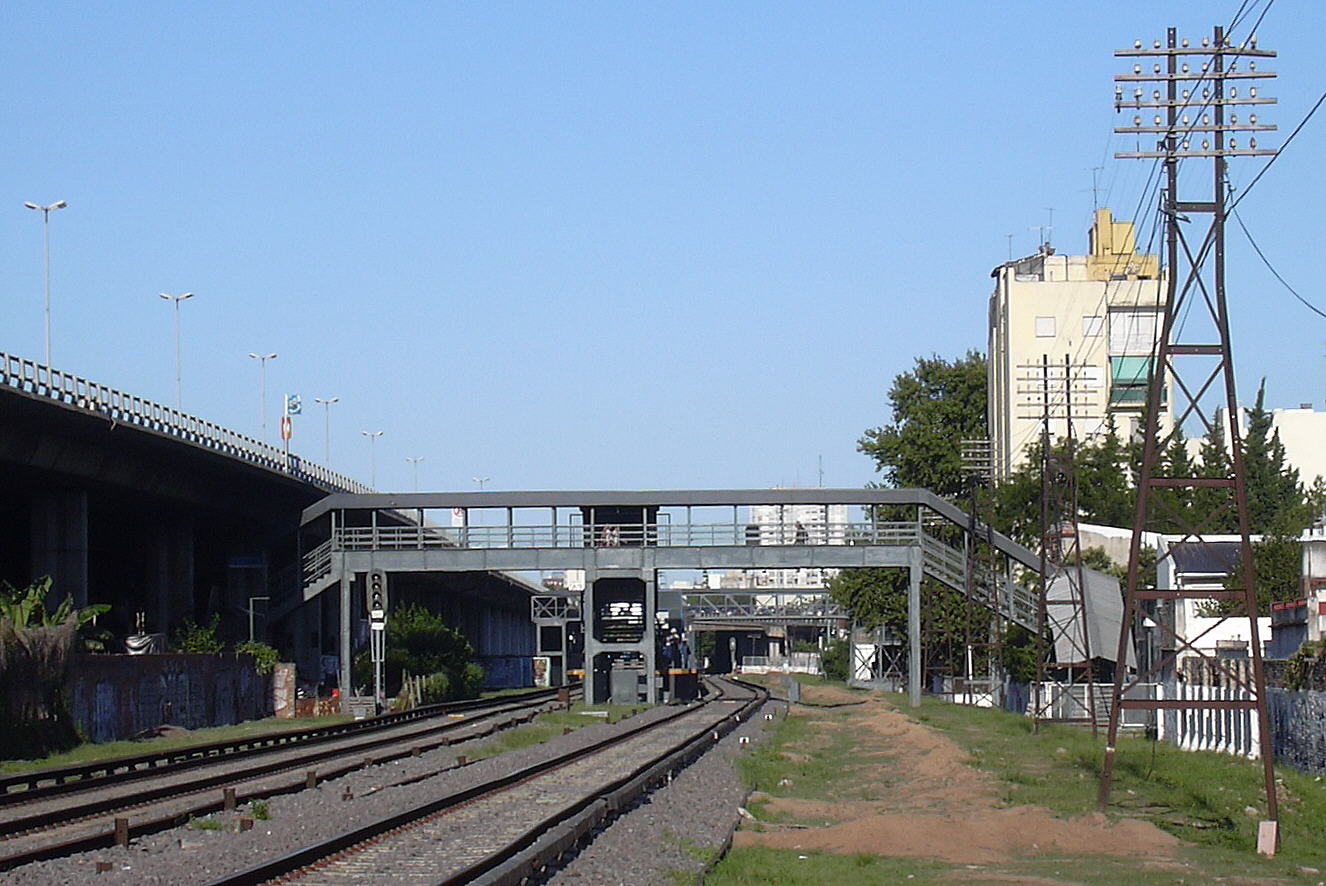
El puente peatonal de la calle Víctor Hugo y la estación Villa Luro vistos desde el oeste
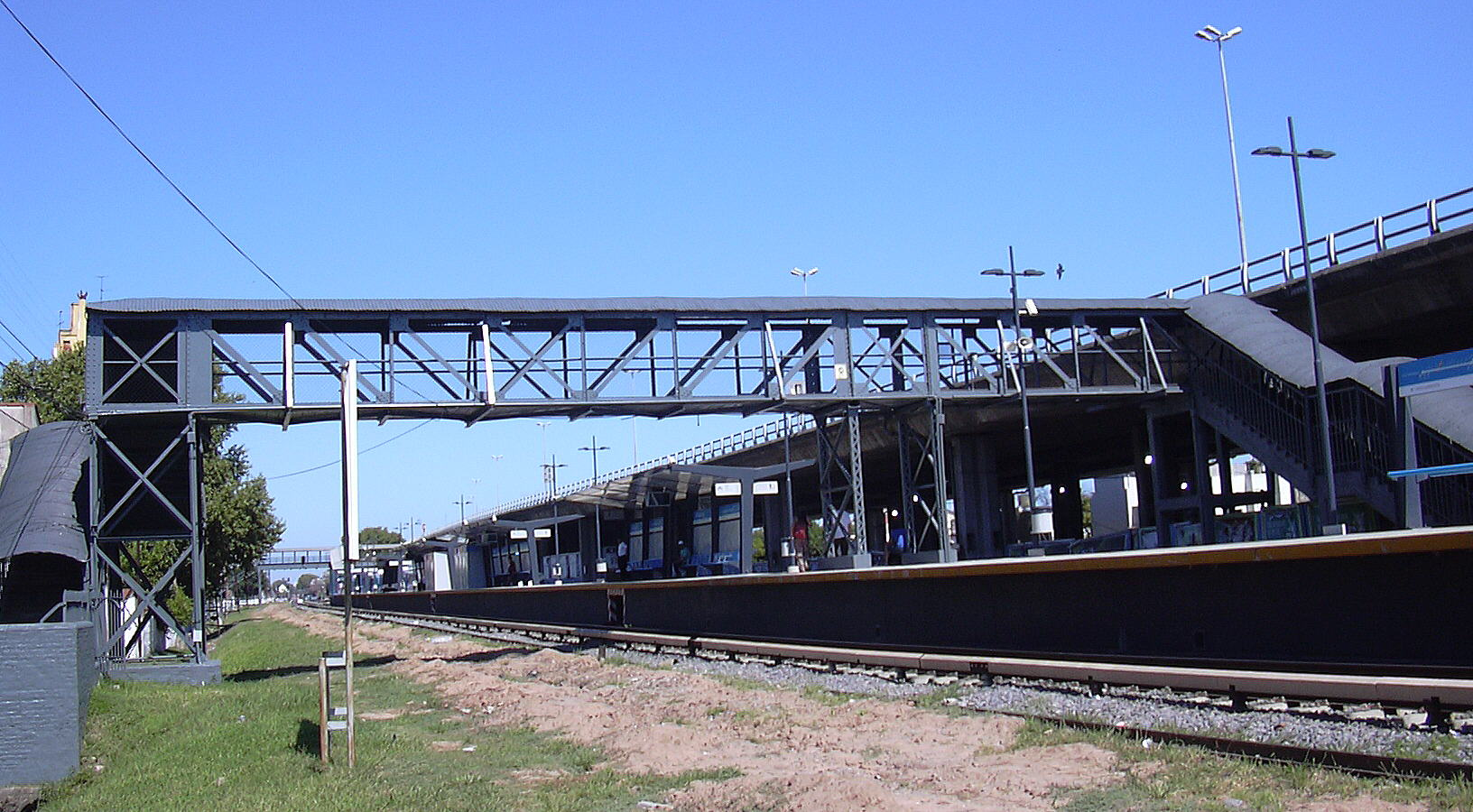
Puente peatonal de la calle Virgilio visto desde el este
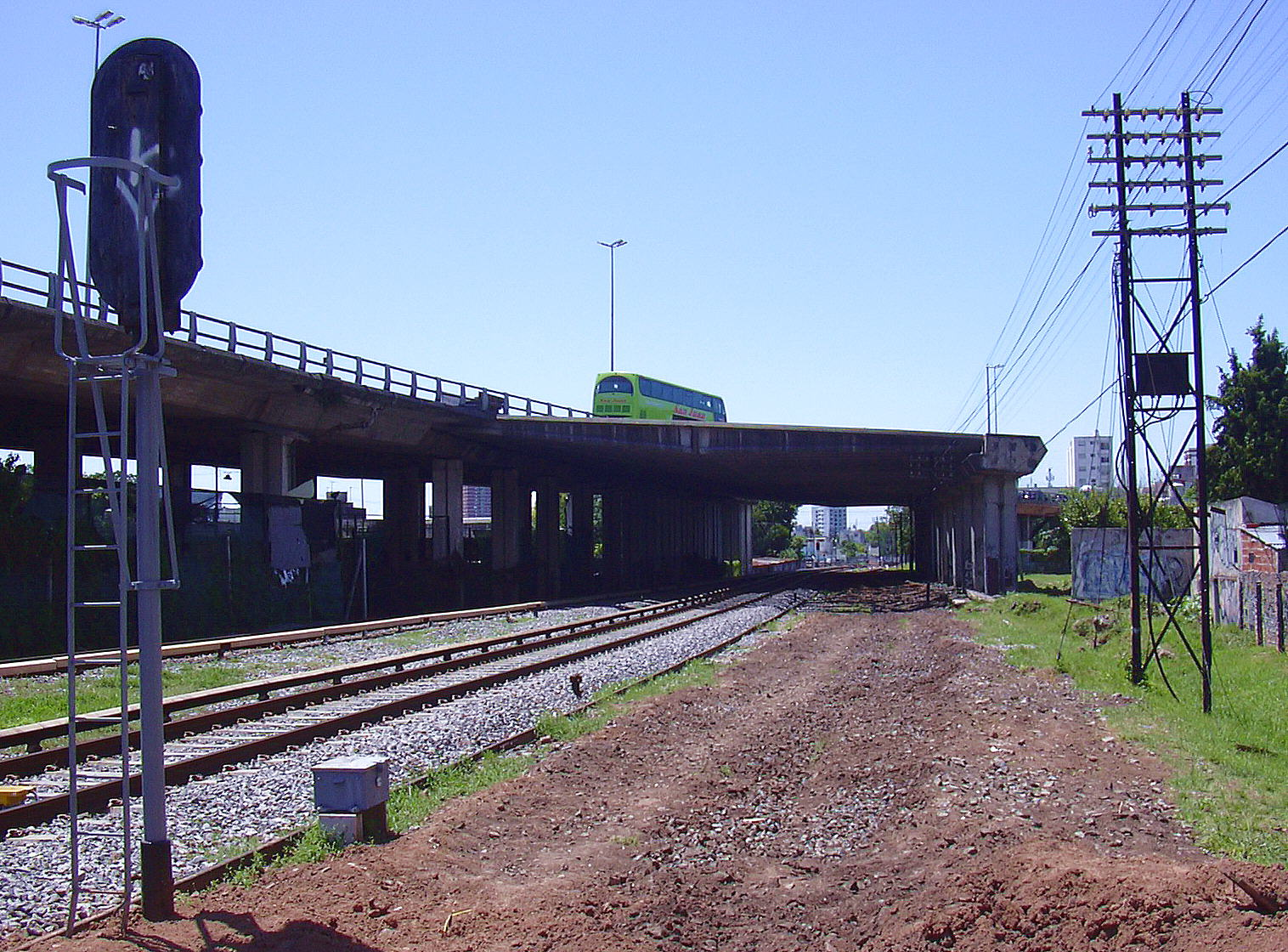
Puente de la Autopista Perito Moreno sobre el Ferrocarril Sarmiento, en inmediaciones del acceso este de la estación Villa Luro
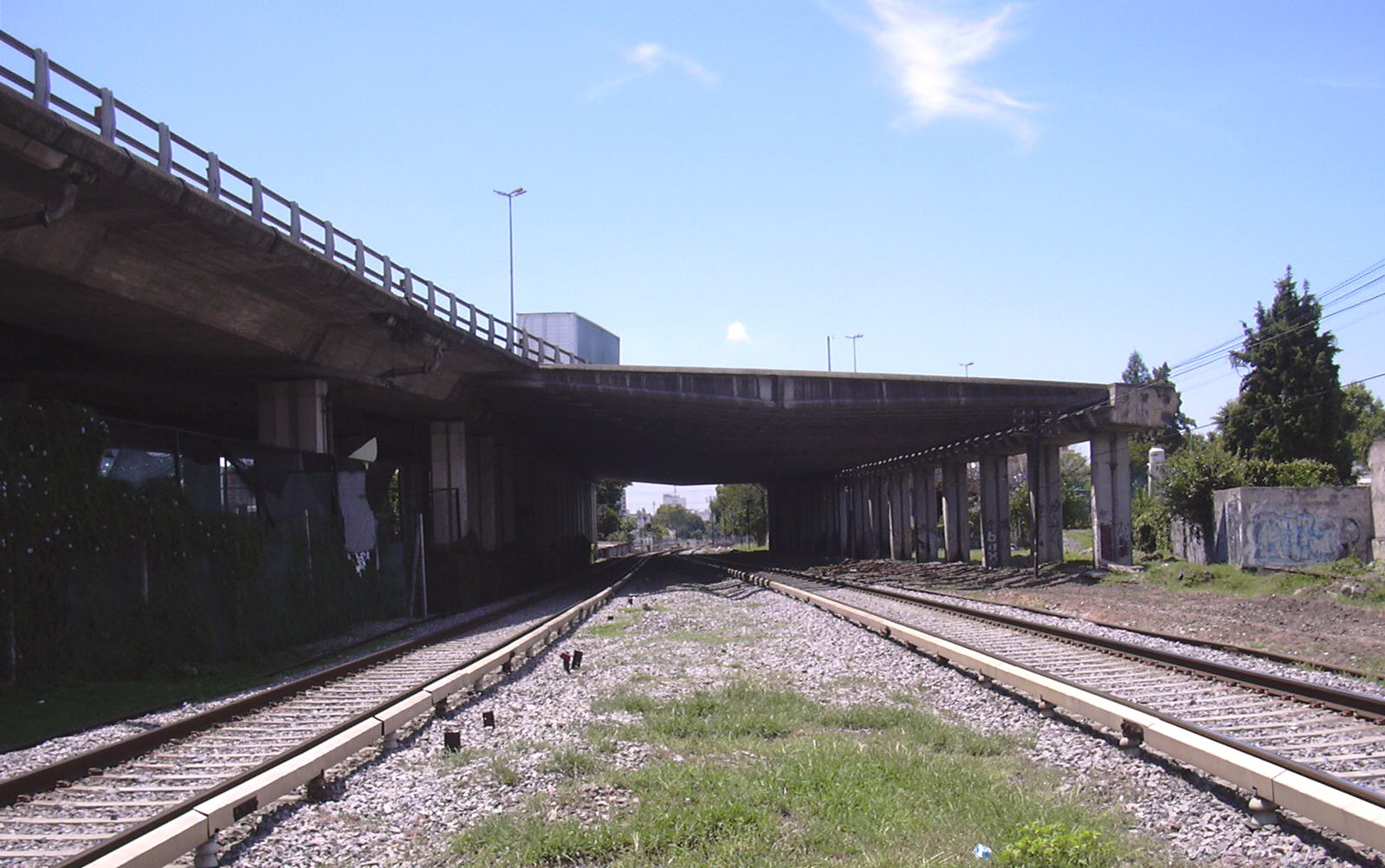
Otra vista desde el oeste del puente sobre el FFCC Sarmiento, del lado de la Av. Lope de Vega
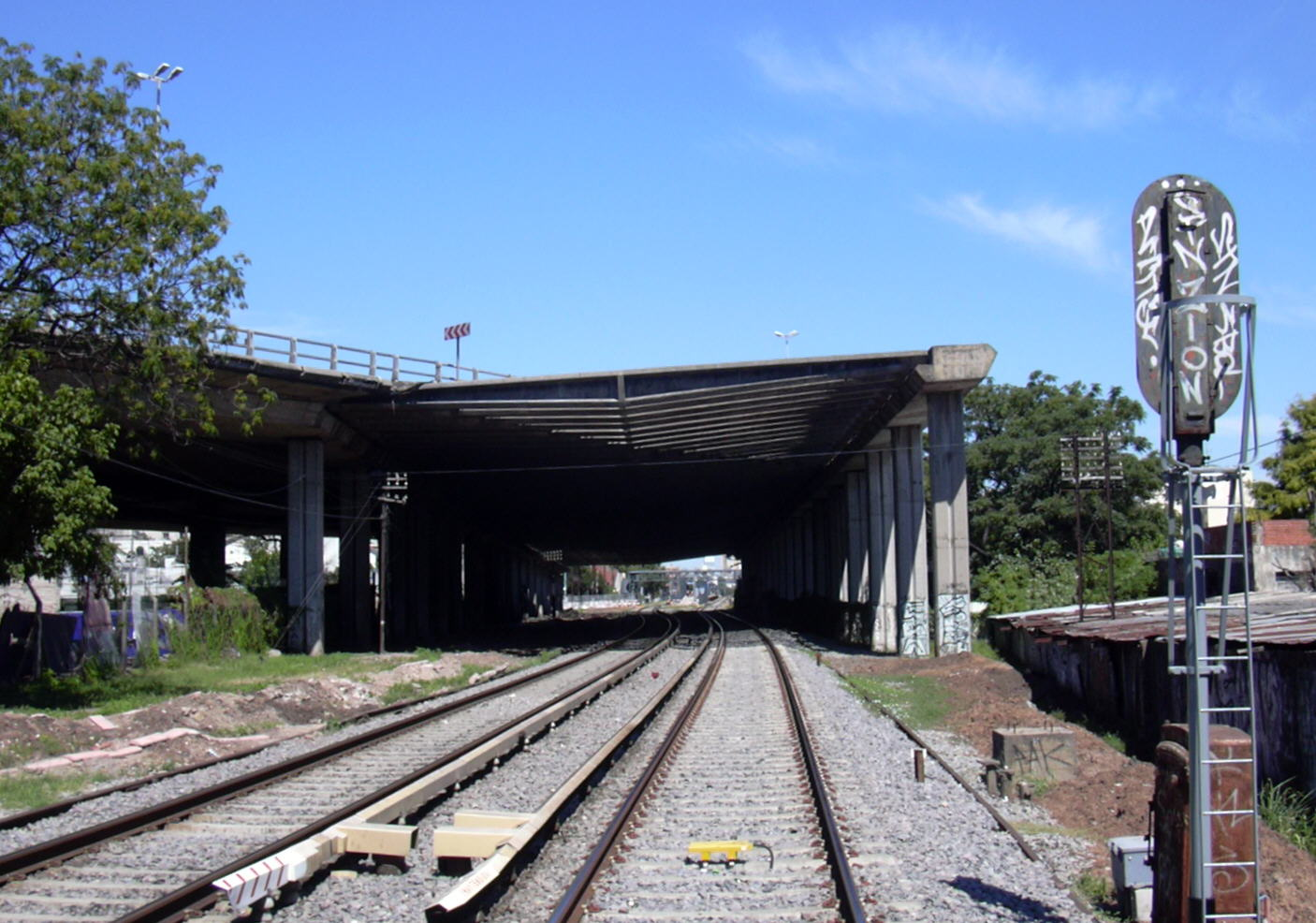
Vista desde el este del puente sobre el FFCC Sarmiento, del lado de la calle Calderón de la Barca
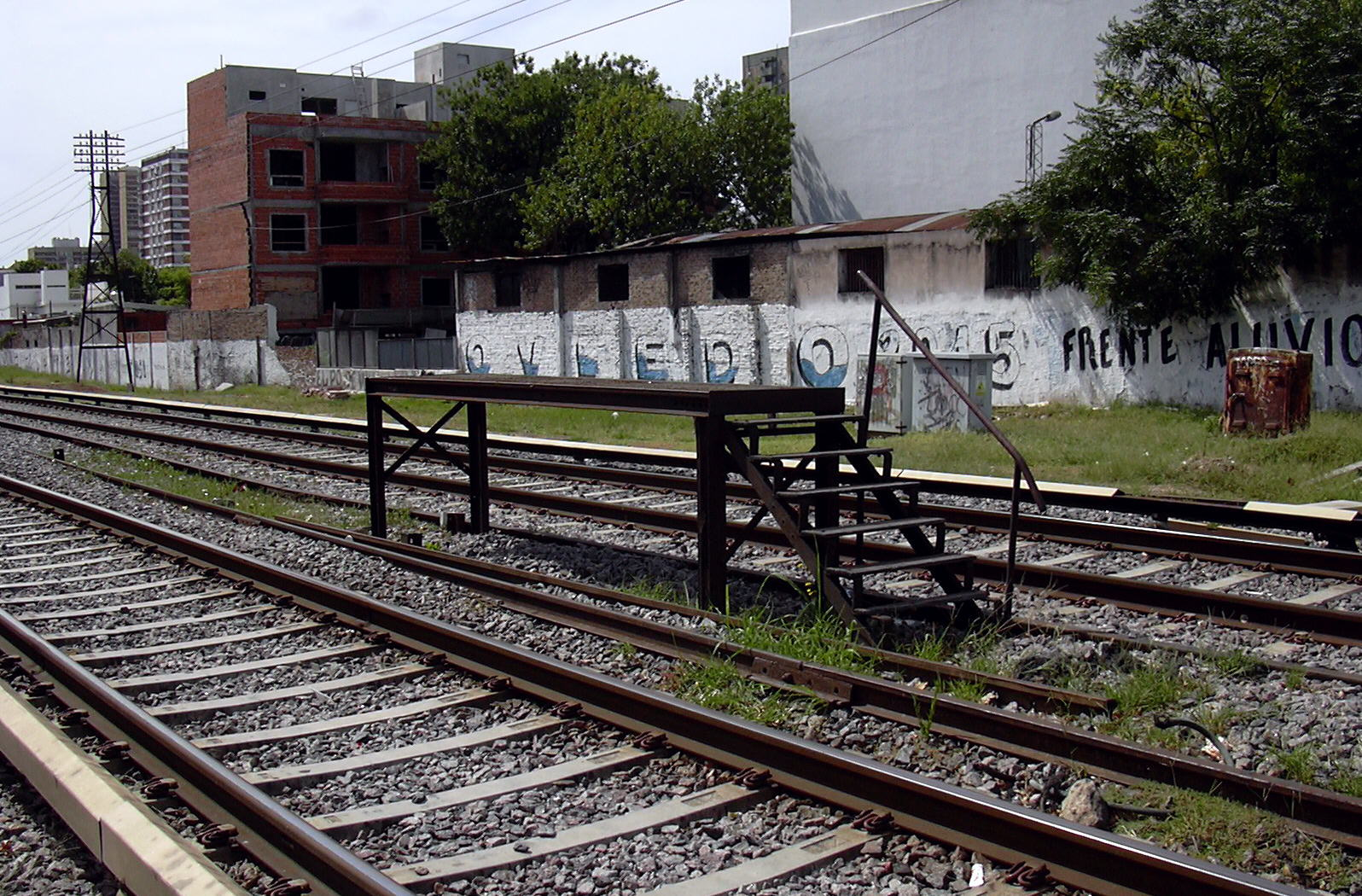
Plataforma para la Subestación Eléctrica del Ferrocarril Sarmiento, situada al oeste de la estación Villa Luro